# Vážany nad Litavou
Pour les articles homonymes, voir Vážany.
Vážany nad Litavou (en allemand : Linhart Waschan, auparavant Wazan) est une commune du district de Vyškov, dans la région de Moravie-du-Sud, en République tchèque. Sa population s'élevait à 720 habitants en 2020.

## Géographie
Vážany nad Litavou se trouve à 11 km à l'ouest-sud-ouest de Bučovice, à 20 km au sud-sud-ouest de Vyškov, à 20 km à l'est-sud-est de Brno et à 204 km à l'est-sud-est de Prague.
La commune est limitée par Slavkov u Brna au nord, par Nížkovice à l'est, par Kobeřice u Brna et Milešovice au sud, et par Hrušky et Křenovice à l'ouest.

## Histoire
La première mention écrite du village date de 1287.